# Skobelevo (distrikt i Bulgarien, Sliven)
Skobelevo (bulgariska: Скобелево) är ett distrikt i Bulgarien.   Det ligger i kommunen Obsjtina Sliven och regionen Sliven, i den centrala delen av landet, 250 km öster om huvudstaden Sofia.
Trakten runt Skobelevo består till största delen av jordbruksmark. Runt Skobelevo är det ganska glesbefolkat, med 24 invånare per kvadratkilometer.